# The Beatles: Rock Band
The Beatles: Rock Band é um jogo de videogame desenvolvido pela Harmonix. O jogo tem 45 músicas dos The Beatles, desde o primeiro álbum, Please Please Me, até o último, Let it Be. O jogo também conta com três álbuns completos para download e mais uma música avulsa, All You Need is Love. Os álbuns são Rubber Soul, Sgt. Pepper's Lonely Hearts Club Band e Abbey Road, não há previsões de lançamento de novos álbuns ou músicas. O jogo ainda tem materiais inéditos, como fotos e vídeos nunca antes divulgados. A presença de Paul McCartney e Ringo Starr no palco da E3 de 2009 marcou o lançamento oficial do jogo. Este foi lançado no dia 9 de setembro de 2009, não sendo a data por acaso (09/09/09 John Lennon era fascinado pelo número nove), e nesse mesmo dia foi lançado um box com todos os discos de estúdio do Beatles remasterizados. The Beatles: Rock Band foi lançado para Playstation 3, Xbox 360 e Wii.
Em dezembro de 2022, a Epic Games – proprietária dos estúdios Harmonix desde 2021 – anunciou que os servidores e todos os serviços online seriam desligados em 24 de janeiro de 2023.

## Lista de músicas
| Título da Música                                                               | Álbum                                 | Ano  |
| ------------------------------------------------------------------------------ | ------------------------------------- | ---- |
| "A Hard Day's Night"                                                           | A Hard Day's Night                    | 1964 |
| "And Your Bird Can Sing"                                                       | Revolver                              | 1966 |
| "Back in the U.S.S.R."                                                         | The Beatles (álbum branco)            | 1968 |
| "Birthday"                                                                     | The Beatles (álbum branco)            | 1968 |
| "Boys"                                                                         | Please Please Me                      | 1963 |
| "Can't Buy Me Love"                                                            | A Hard Day's Night                    | 1964 |
| "Come Together"                                                                | Abbey Road                            | 1969 |
| "Day Tripper"                                                                  | Single                                | 1965 |
| "Dear Prudence"                                                                | The Beatles (álbum branco)            | 1968 |
| "Dig a Pony"                                                                   | Let It Be                             | 1970 |
| "Do You Want to Know a Secret"                                                 | Please Please Me                      | 1963 |
| "Don't Let Me Down"                                                            | Single                                | 1969 |
| "Drive My Car"                                                                 | Rubber Soul                           | 1965 |
| "Eight Days a Week"                                                            | Beatles for Sale                      | 1964 |
| "Get Back"                                                                     | Let It Be                             | 1970 |
| "Getting Better"                                                               | Sgt. Pepper's Lonely Hearts Club Band | 1967 |
| "Good Morning Good Morning"                                                    | Sgt. Pepper's Lonely Hearts Club Band | 1967 |
| "Hello, Goodbye"                                                               | Magical Mystery Tour                  | 1967 |
| "Helter Skelter"                                                               | The Beatles (álbum branco)            | 1968 |
| "Here Comes the Sun"                                                           | Abbey Road                            | 1969 |
| "Hey Bulldog"                                                                  | Yellow Submarine                      | 1969 |
| "I Am the Walrus"                                                              | Magical Mystery Tour                  | 1967 |
| "I Feel Fine"                                                                  | Single                                | 1964 |
| "I Me Mine"                                                                    | Let It Be                             | 1970 |
| "I Saw Her Standing There"                                                     | Please Please Me                      | 1963 |
| "I Wanna Be Your Man"                                                          | With the Beatles                      | 1963 |
| "I Want to Hold Your Hand"                                                     | Single                                | 1963 |
| "I Want You (She's So Heavy)"                                                  | Abbey Road                            | 1969 |
| "If I Needed Someone"                                                          | Rubber Soul                           | 1965 |
| "I'm Looking Through You"                                                      | Rubber Soul                           | 1965 |
| "I've Got a Feeling"                                                           | Let It Be                             | 1970 |
| "Lucy in the Sky with Diamonds"                                                | Sgt. Pepper's Lonely Hearts Club Band | 1967 |
| "Octopus's Garden"                                                             | Abbey Road                            | 1969 |
| "Paperback Writer"                                                             | Single                                | 1966 |
| "Revolution"                                                                   | Single                                | 1968 |
| "Sgt. Pepper's Lonely Hearts Club Band" / "With a Little Help from My Friends" | Sgt. Pepper's Lonely Hearts Club Band | 1967 |
| "Something"                                                                    | Abbey Road                            | 1969 |
| "Taxman"                                                                       | Revolver                              | 1966 |
| "The End"                                                                      | Abbey Road                            | 1969 |
| "Ticket to Ride"                                                               | Help!                                 | 1965 |
| "Twist and Shout"                                                              | Please Please Me                      | 1963 |
| "While My Guitar Gently Weeps"                                                 | The Beatles (álbum branco)            | 1968 |
| "Within You Without You / Tomorrow Never Knows"                                | Love                                  | 2006 |
| "Yellow Submarine"                                                             | Revolver                              | 1966 |